# Johann Philipp Kirnberger
Johann Philipp Kirnberger (Saalfeld, Turíngia, 24 d'abril de 1721 -Berlín, 27 de juliol de 1783) fou un compositor i teòric musical alemany.
Durant algun temps fou deixeble de Johann Sebastian Bach i de 1741 a 1750 residí en diverses poblacions poloneses com a mestre de música. A partir de 1754 fou professor de composició i mestre de capella de la princesa Amàlia de Baviera i a Berlín també va tenir per alumnes en Johann Gottfried Vierling, el baro Gottfried van Swieten i a Joseph Carl Rodewald.
Entre les seves obres teòriques cal citar:
- Konstruction der gleichschwebenden Temperatur: (1760)
- Die Kunst des Reinen Satzes: (1774-79)
- Grundsaetze des Generalbasses als erste finien der Komposition: obra que dedicà a Frederic II, i aquest es negà a acceptar la dedicatòria (1781)
- Gedamken über die verschiedenen Lehrarten der Komposition als Vorbereitung zur Jugenkentniss: (1782)
- Anleitung zur Singekomposition: (1782)

A més, deixà, nombroses obres instrumentals i lieder.